# Ulfljotr Haraldsson
Ulfljotr Haraldsson (n. 918) príncipe de Noruega en el siglo X, hijo de Harald I y Tora Mosterstong de Hordaland. Era hermano de Haakon el Bueno. Dominaba un territorio que hoy comprende la ciudad de Bergen.